# Austin Film Critics Association
Austin Film Critics Association je organizace založená v roce 2005, skládající se ze skupiny profesionálních filmových kritiků a novinářů z Austinu v Texasu. Každoročně předává na konci roku ceny Austin Film Critics Association Award těm nejlepším filmům z předchozího roku vytvořených v Austinu nebo režisérům z Austinské oblasti.

## Rekordy

### Film
- 5 cen: Až na krev (2007), Temný rytíř (2008), Černá labuť (2010), Kdyby ulice Beale mohla mluvit (2018)
- 4 ceny: Juno (2007), Úkryt (2011), Chlapectví (2014), Moonlight (2016), Parazit (2019)
- 3 ceny: Smrt čeká všude (2009), Hanebný pancharti (2009), Mistr (2012), 12 let v řetězech (2013), Ona (2013), Slídil (2014), Room (2015), Věž (2016), Uteč (2017), Dej mi své jméno (2017)

### Producenti, režiséři a kameramani
- 6 cen: Richard Linklater, Barry Jenkins
- 4 ceny: Emmanuel Lubezki (2006, 2011, 2013, 2014), Keith Maitland (2016), Alfonso Cuarón (2006, 2013, 2018), Pong Čun-ho (2019)
- 3 ceny: Paul Thomas Anderson (2007, 2012), Kathryn Bigelow (2009, 2012), Robert Rodriguez (2005, 2007), Guillermo del Toro (2006, 2017), Jordan Peele (2017)
- 2 ceny: Mark Boal (2009, 2012), Megan Ellison (2012, 2013), Paul Haggis (2005), Quentin Tarantino (2007, 2009), Rian Johnson (2006, 2012)

### Herci a herečky
- 3 ceny: Brie Larson (2013, 2015)
- 2 ceny: Jessica Chastainová (2011), Colin Firth (2009, 2010), Anne Hathawayová (2008, 2017), Ellen Page (2006, 2007), Christoph Waltz (2008, 2012), Timothée Chalamet (2017)